# Kanton Marignane
Der Kanton Marignane ist seit 1973 ein französischer Wahlkreis im Département Bouches-du-Rhône in der Region Provence-Alpes-Côte d’Azur. Im Rahmen der landesweiten Neuordnung der französischen Kantone wurde er im Frühjahr 2015 erweitert.

## Gemeinden
Der Kanton besteht aus sieben Gemeinden mit insgesamt 85.832 Einwohnern (Stand: 1. Januar 2022) auf einer Gesamtfläche von 134,45 km²:
| Gemeinde                  | Einwohner 1. Januar 2022 | Fläche km² | Dichte Einw./km² | Code INSEE | Postleitzahl |
| ------------------------- | ------------------------ | ---------- | ---------------- | ---------- | ------------ |
| Carry-le-Rouet            | 5.717                    | 10,10      | 566              | 13021      | 13620        |
| Châteauneuf-les-Martigues | 18.364                   | 31,65      | 580              | 13026      | 13220        |
| Ensuès-la-Redonne         | 5.796                    | 25,83      | 224              | 13033      | 13820        |
| Gignac-la-Nerthe          | 10.030                   | 8,64       | 1.161            | 13043      | 13180        |
| Le Rove                   | 5.205                    | 22,97      | 227              | 13088      | 13740        |
| Marignane                 | 33.164                   | 23,16      | 1.432            | 13054      | 13700        |
| Sausset-les-Pins          | 7.556                    | 12,10      | 624              | 13104      | 13960        |
| Kanton Marignane          | 85.832                   | 134,45     | 638              | 1311       | –            |

Bis zur landesweiten Neuordnung der französischen Kantone im März 2015 gehörten zum Kanton Marignane die zwei Gemeinden Marignane und Saint-Victoret (letztere wurde dem Kanton Vitrolles zugeordnet). Sein Zuschnitt entsprach einer Fläche von 27,89 km2. Er besaß vor 2015 den INSEE-Code 1336.

## Politik
| Vertreter im Departementrat | Vertreter im Departementrat    | Vertreter im Departementrat |
| Amtszeit                    | Namen                          | Partei                      |
| --------------------------- | ------------------------------ | --------------------------- |
| 2015–                       | Valérie Guarino Eric Le Disses | LR                          |